# Andrej iz Ostroga
Andrej iz Ostroga, slovenski slikar,  iz srede 15. stoletja, Slovenj Gradec.
Andrej iz Ostroga je deloval od leta 1450 do 1460. Naslikal je freske na severni steni prezbiterija špitalske cerkve v Slovenjem Gradcu: obširen pasijon in votivno sliko z donatorjem in napisom. Slike so datirane iz petdesetih let 15. stol. in so kvalitativno dobro, epsko zasnovano delo. Slog je srednjeevropski, a še popolnoma v okviru 1. pol. stoletja in brez ožje stilistične zveze z dosedaj znanimi gotskimi freskami v Sloveniji.